# 君ドリーム
｢君ドリーム｣（きみドリーム）は、上地雄輔（遊助）とGReeeeNのコラボ楽曲。遊助のコラボベスト『遊情BEST』に収録されている。

## 曲の詳細
1. 君ドリーム [4:53]
  - 作詞 : 上地雄輔（遊助）作曲 : GReeeeN